# Hirnholz

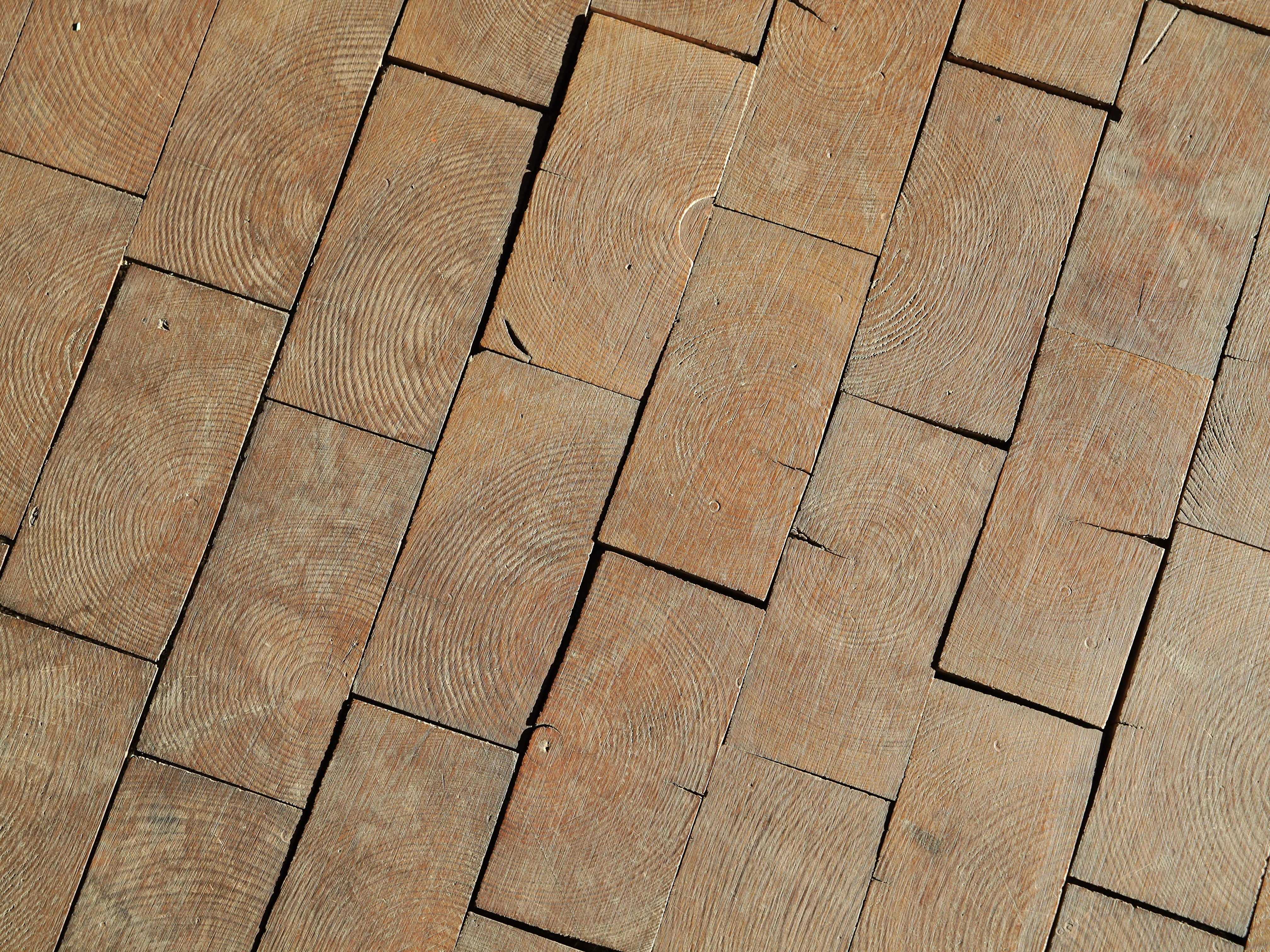
Lose verlegtes Hirnholzpflaster in der DASA – Arbeitswelt Ausstellung

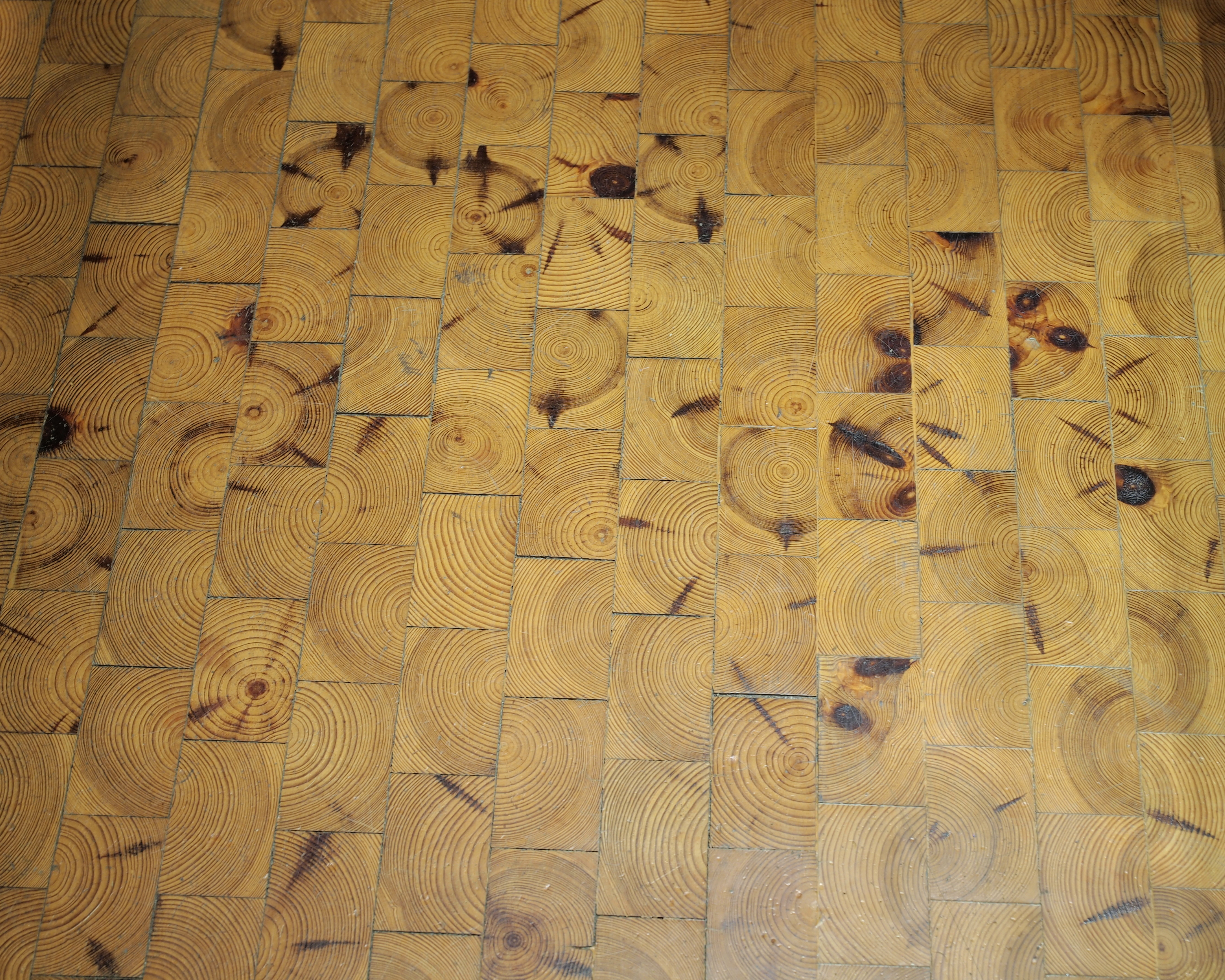
Hirnholzparkett, ebenfalls DASA

Als Hirnholz, Stirnholz oder auch Kopfholz werden bei Holz die quer zur Längsachse (Faserrichtung) geschnittenen Flächen bezeichnet, welche die Jahresringe als Kreise oder Kreissegmente zeigen.
Ein entsprechender Sägeschnitt im Winkel von 90° zur Faserrichtung heißt Hirn- oder Querschnitt.

## Verwendung
Hirnholzflächen sind gegenüber parallel zu den Fasern geschnittenen Flächen (Längsholzflächen) deutlich abriebfester, weniger nachgiebig und weniger empfindlich gegenüber punktueller Belastung.
Da die Fasern tiefer im Holz verankert sind, ist der Abrieb beim Schleifen des Holzes geringer. Bei harten Hölzern wie Eiche kann es erforderlich sein, grobes Schleifpapier (z. B. mit einer 24er Körnung) zu verwenden, um Höhenunterschiede auszugleichen.
Beim Verlegen von Holzpflaster weisen die Hirnholzflächen nach oben (senkrecht zur Belastung). Hirnholz wurde in regengeschützten Einfahrten anstelle von Natursteinpflaster eingesetzt (zum Beispiel in der südlichen Einfahrt zum Hof des Weimarer Stadtschlosses und hinter dem Vordertor des großherzoglichen Palastes in Luxemburg-Stadt). Holzpflaster dämpft die Geräusche der Pferdekutschenräder.
Auch Hackklötze werden heute meist aus Holzklötzen geleimt, deren Hirnholzflächen nach oben weisen. Scharfe Klingen dringen zwischen die Fasern der Oberfläche des Stirnholzes, verletzen die Fasern der Stirnholzfläche aber deutlich weniger als bei Längsholzflächen, deren Fasern sich mit der Zeit herauslösen.
Da Feuchtigkeit durch die kapillare Wirkung der Holzfasern in das Holz gesaugt wird, trocknet die Oberfläche schneller ab und bakterielles Wachstum wird gehemmt. Es dauert anschließend einige Zeit, bis die Holzfeuchte sich wieder ausgeglichen hat.
Holz ist ein anisotroper Werkstoff, der in Längsrichtung eine höhere Druck- und Zugfestigkeit hat als quer zur Faserrichtung.
Bei hoch belasteten Holzverbindungen sollten keine Schrauben oder Nägel in die Stirnflächen getrieben werden. Die Auszugfestigkeit von Schrauben und Nägeln ist im Hirnholz gering, da es sich leicht spaltet. Gewinde bzw. die Riffelung von Holzbau-Nägeln verzahnen sich weniger gut mit den Fasern und können diese durchtrennen.

Die Auszugsfestigkeit lässt sich erhöhen, indem Nägel oder Schrauben schräg in das Hirnholz eingetrieben werden. Bei glatten Nägeln ist es sinnvoll, dabei wechselseitig die Richtung zu ändern.
Da der Hirnschnitt alle Kapillaren des Holzes freilegt, können Flüssigkeiten leichter eindringen als bei Längsholz. Zur Imprägnierung von Hirnholz ist eine deutlich größere Auftragsmenge erforderlich.
In der bildenden Kunst war der Holzstich, der im 18. Jahrhundert von Thomas Bewick in England analog zum Kupferstich entwickelt wurde, bis zur Erfindung fototechnischer Reproduktionsverfahren das wichtigste Reproduktionsmittel für Zeichnungen. Dabei wurde meist Hirnholz vom Buchsbaum wegen seiner Härte und Dichte benutzt. Beim älteren Holzschnitt wurde für den Druckstock Längsholz verwendet.